# Opius pallipes
Opius pallipes är en stekelart som beskrevs av Wesmael 1835. Opius pallipes ingår i släktet Opius och familjen bracksteklar. Arten är reproducerande i Sverige. Inga underarter finns listade i Catalogue of Life.